# Eva Schinagel
Eva Schinagel, död 1822, var en österrikisk ballerina. 
Hon var engagerad vid Nationalteatern, Warszawa och den första polska inhemska baletten Hans Majestäts Nationaldansare 1771-1787, och tillhörde den den polska balettens mest uppmärksammade artister. 